# Hermannia gigantea
Hermannia gigantea är en kvalsterart som beskrevs av Sitnikova 1975. Hermannia gigantea ingår i släktet Hermannia och familjen Hermanniidae. Inga underarter finns listade i Catalogue of Life.